# Il diavolo in blu
Il diavolo in blu (Devil in a Blue Dress) è un film del 1995, diretto da Carl Franklin, con la fotografia di Tak Fujimoto. L'opera si basa sul romanzo omonimo  di Walter Mosley, e vede tra i protagonisti Denzel Washington, Tom Sizemore, Jennifer Beals e Don Cheadle.

## Trama
Nell'estate del 1948, Ezechiel "Easy" Rawlins è stato da poco licenziato dalla Champion Aircraft, e ha bisogno con urgenza di soldi per pagare il mutuo della sua casa. Easy racconta di come si sia trasferito a Los Angeles dopo aver combattuto la Seconda Guerra Mondiale con l'amico Joppy (Mel Winkler), gestore di un bar, che lo presenta a un bianco, DeWitt Albright (Tom Sizemore). Albright sta cercando qualcuno che lo aiuti a trovare una donna bianca scomparsa, Daphne Monet (Jennifer Beals), presumendo che si stia nascondendo nelle zone della città abitate dalla comunità afro-americana. A Easy viene anche detto che si tratta della ragazza di Todd Carter (Terry Kinney), il favorito nelle elezioni per la carica di sindaco della città prima della sparizione della ragazza. Albright offre a Rawlins 100 dollari per il lavoro. Easy accetta, ma sospetta subito di Albright.
Easy sa che Daphne passa spesso le sue serate nel quartiere nero di South Central Los Angeles e inizia la sua ricerca in un club illegale tra la 89ª e la Central. Mentre è in fila per entrare, assiste a uno scontro tra un bianco, Richard McGee, e il buttafuori del club, Junior Fornay. All'interno, trova gli amici Degan Odell, Dupree Brouchard, e la ragazza di questi, Coretta James. Coretta gli dice di essere amica di Daphne e, dopo aver fatto sesso con lei - mentre Dupree dorme in casa, ubriaco -, viene a sapere che Daphne ha frequentato anche un gangster di colore, Frank Green.
Il pomeriggio seguente Easy viene chiamato al telefono da Albright per fissare un incontro al molo di Malibu. Mentre aspetta, Easy viene circondato da un gruppo di ragazzi bianchi per aver parlato per pochi secondi con una delle loro ragazze. Dopo aver cercato di evitare lo scontro, sta per avere la peggio, quando Albright appare dal buio in suo soccorso, umiliando e poi colpendo alla testa con il calcio della pistola uno degli attaccabrighe. Easy fornisce ad Albright le informazioni in suo possesso, e questi gli offre altri 100 dollari per proseguire la ricerca.
Easy va verso casa e, prima di entrare, viene fermato da due detective della squadra omicidi della polizia di Los Angeles. Easy viene portato in centrale, informato del fatto che Coretta è stata selvaggiamente uccisa dopo la notte trascorsa insieme a lui e, dopo un violento interrogatorio, viene rilasciato. Si incammina verso casa, e nel tragitto viene fermato da un'auto, al cui interno c'è Mathew Terell, l'altro candidato alla corsa a sindaco. Viene fatto entrare nella macchina dove Terell è a fianco di un ragazzino, probabilmente un suo figlio adottivo. Anche Terell vuole rintracciare Daphne Monet; Easy, dopo aver risposto ad alcune domande di Terell, chiede di scendere e si incammina a piedi verso casa.
Dopo una notte piena di incubi, riceve una chiamata da Daphne Monet, che fissa con lui un incontro all'Ambassador Hotel a Los Angeles, per chiedere il suo aiuto. Vuole che la porti sulle colline di Hollywood per incontrare una persona che ha informazioni determinanti su lei e su Todd Carter. Easy accetta a malincuore, e guida nervosamente verso il posto da lei indicato. Quando arrivano alla casa, la trovano devastata e l'inquilino, McGee, assassinato. Easy scova nella stanza un indizio che gli fa supporre chi sia l'omicida, mentre Monet fugge in auto nel panico, lasciando Easy a piedi.
Il mattino seguente, Easy torna a casa, e qui trova Albright e i suoi sgherri ad aspettarlo; il suo possibile coinvolgimento negli omicidi di Coretta lo costringe a riprendere la ricerca della ragazza scomparsa. Dopo di ciò, Easy richiede l'aiuto di un amico di Houston, sadico e dal grilletto facile, Mouse Alexander (Don Cheadle). L'obiettivo di Easy è quello di scoprire perché Monet è così importante per tante persone e anche per cercare di non finire in galera, un compito difficile per un uomo di colore nella Los Angeles di quel periodo.
Si incontra poi con Todd Carter, che gli anticipa 200 dollari per trovare Daphne. Easy, avendo saputo che Albright non è stato assoldato da Carter, torna poi a casa. Prima di entrare, viene avvisato da un suo vicino della presenza di un uomo. Easy si gira in tempo per afferrare Frank Green. I due lottano nella casa di Easy, e Green ha la meglio, ma, mentre sta per infilare il coltello nella gola del rivale, Mouse arriva in soccorso di Easy. Mentre questi cerca di avere delle informazioni da Green, Mouse, in preda al parossismo, gli spara a una spalla, facendolo fuggire. Easy e Mouse si incontrano poi con Dupree, e lo fanno ubriacare dopo aver saputo che Coretta aveva alcune foto di Terell, che lo vedono in compagnia di alcuni "bambini innocenti, disperati e nudi". Easy scopre che le foto sono nascoste nella Bibbia di Coretta, nascosta in una cassettiera.
Vanno poi da Junior Fornay, il buttafuori del club, e questi gli dice che, dopo il litigio avuto con McGee, ha portato quest'ultimo a casa sua su disposizione del proprietario del locale.
Viene però messo nell'angolo quando Easy gli rivela di aver trovato un pacchetto di sigarette messicane, le Zapata, fumate solo da lui. Junior urla a Mouse e Easy di non essere lui l'assassino. Ora coinvolto in due omicidi, Easy si dirige verso il locale di Joppy, con cui sfoga la sua rabbia, colpendo il bancone del bar con un martello, per averlo coinvolto in quella situazione. Joppy gli spiega che la sua unica intenzione era quella di trovargli un lavoro; Easy lascia disgustato il bar.
Una volta tornato a casa, Easy riceve la visita di Daphne. Easy scopre che Daphne è fuggita da Carter a causa del suo legame con Frank Green, suo fratellastro. La madre creola di Daphne ha dato vita a due bambini da due padri diversi e, malgrado il padre di Daphne sia bianco, quello del fratellastro era nero. Il fatto di essere la "fidanzata" di un candidato a sindaco con una discendenza in parte afro-americana avrebbe garantito la sconfitta di Carter. Terell, sapendo questo, comprende che Carter può essere estromesso dalla corsa a sindaco ma, allo stesso tempo, le foto di Terell con i bambini potrebbero far fuori anche lui, portando Carter alla vittoria.
Daphne dice a Easy che McGee le ha venduto le foto, e Easy intuisce che Albright ha ucciso McGee proprio mentre le stava cercando: poi Junior le ha date a Coretta, che le ha nascoste nella Bibbia. Daphne rivela a Easy che Coretta è stata uccisa accidentalmente da Joppy, dopo che gli aveva chiesto di spaventarla per costringerla al silenzio.
Albright e i suoi uomini fanno irruzione della casa di Easy, lo colpiscono al volto e portano via Daphne. Dopo essersi rialzato a fatica, Easy chiama Mouse e i due si recano nel bar di Joppy per sapere dove sia Albright. I due caricano Joppy in auto, e vengono sapere che Albright potrebbe essere in una casa di legno sulle colline.
I due architettano un'imboscata, uccidendo Albright e i suoi, salvando Daphne e le fotografie. Quando Easy torna alla macchina, vede che Joppy è stato soffocato da Mouse. Easy porta a Carter le foto che provano la pedofilia di Matthew Terell, e Carter promette a Easy che non avrà più problemi dalla polizia.
Easy scopre che i soldi che Daphne ha offerto a lui e Mouse per le foto vengono da una forte somma di denaro datale dalla famiglia di Carter per abbandonare la città, che lei non ha lasciato, credendo di poter convincere Carter a sposarla dopo aver vinto le elezioni. Anche se Carter è ormai certo di diventare sindaco, rifiuta la sua proposta, pur dicendo a Easy di essere innamorato di lei.
Il film termina con Easy che, insieme a Odell, si rilassa sotto il portico della sua casa, parlando di cosa potrà riservargli il futuro.